# Lepiężnik

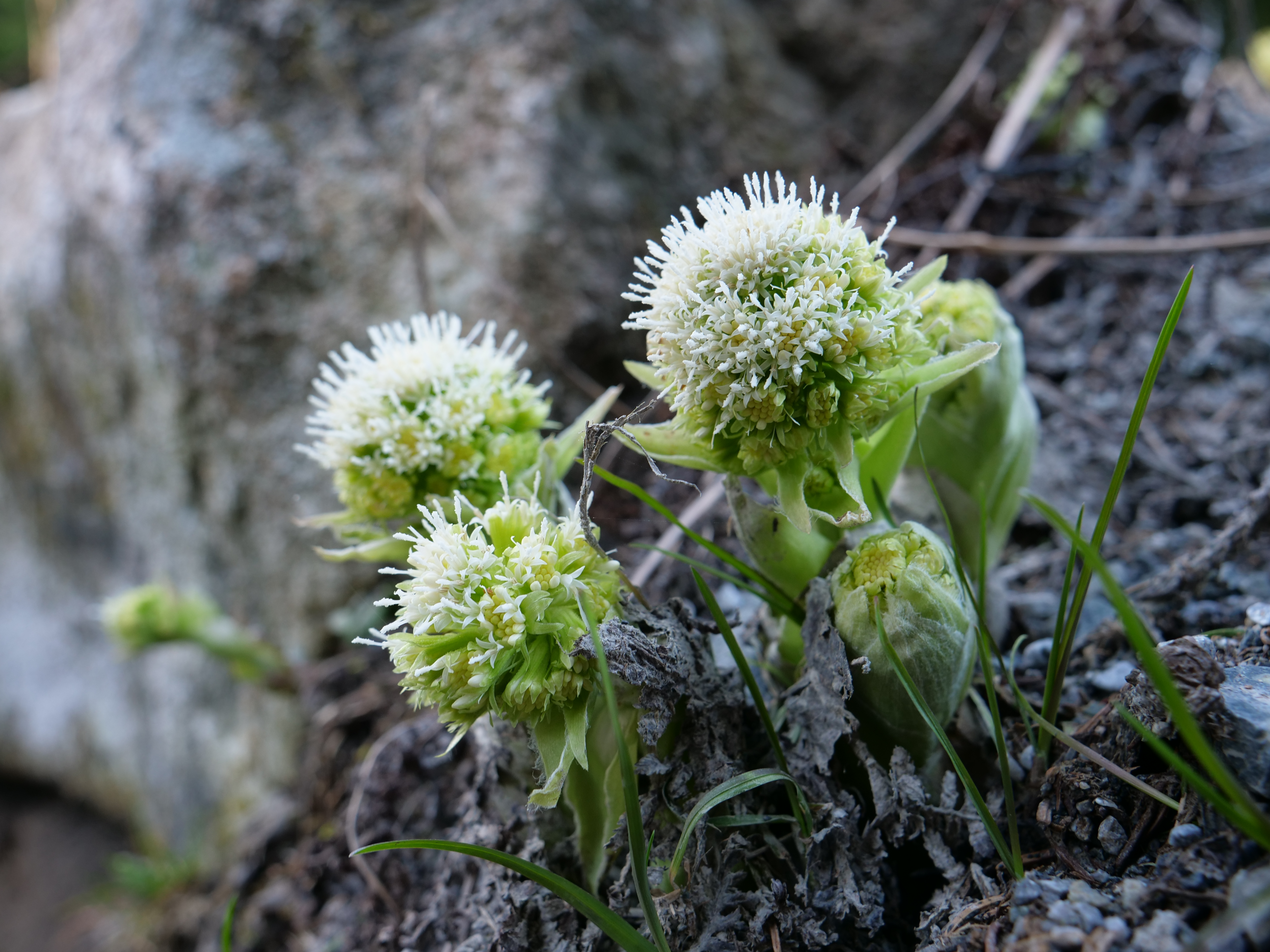
Lepiężnik biały

Lepiężnik (Petasites Mill.) – rodzaj bylin z rodziny astrowatych. Obejmuje 18 gatunków. Rosną one głównie w strefie umiarkowanej półkuli północnej, przy czym cztery gatunki występują w Polsce.
Niektóre gatunki uprawiane są jako ozdobne, zwłaszcza Petasites pyrenaicus o wonnych kwiatach i długo utrzymujących się, okazałych liściach, czasem uprawiany jest także lepiężnik japoński P. japonicus. Niektóre gatunki wykorzystywane są jako lecznicze. Tak wykorzystany jest lepiężnik różowy P. hybridus stosowany od dawna jako lek przeciwkonwulsyjny oraz współcześnie przeciw alergiom. Leczniczo wykorzystywany jest we wschodniej Azji także lepiężnik japoński, którego ogonki liściowe spożywane są tam jako warzywo, a pąki kwiatostanowe wykorzystywane są jako przyprawa. 

## Rozmieszczenie geograficzne

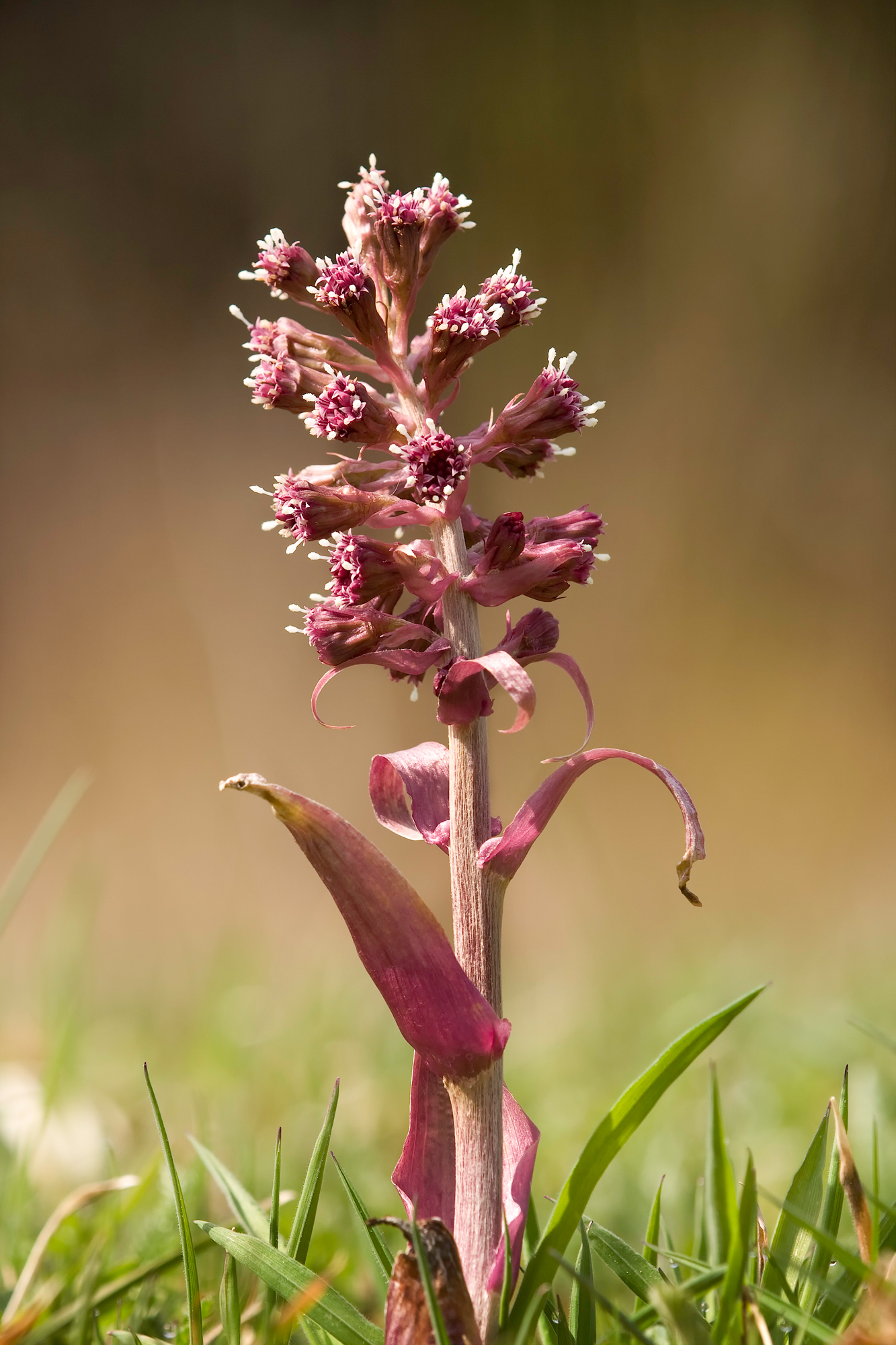
Kwiatostan lepiężnika różowego

Większość gatunków rośnie w Eurazji, cztery gatunki sięgają na południu po północno-zachodnią Afrykę, w Azji południowa granica zasięgu rodzaju sięga Himalajów, południowych Chin i Wietnamu. Jeden gatunek (P. frigidus) rosnący w Ameryce Północnej sięga na południu po Kalifornię. W Europie obecnych jest 9 gatunków, z czego cztery rosną w Polsce.
Gatunki flory Polski
- lepiężnik biały Petasites albus (L.) Gaertn.
- lepiężnik kutnerowaty Petasites spurius Rchb.f.
- lepiężnik różowy Petasites hybridus (L.) G.Gaertn., B.Mey. & Scherb.
- lepiężnik wyłysiały Petasites kablikianus Bercht.

## Morfologia
PokrójByliny z tęgimi, płożącymi i rozgałęziającymi się kłączami. Prosto wzniesione łodygi kwiatostanowe rozwijają się przed liśćmi. Po przekwitnieniu łodygi te u okazów z kwiatami męskimi szybko więdną, zaś te z kwiatami żeńskimi zawiązują owoce i wydłużają się, u niektórych gatunków osiągając 1,2 m wysokości.
LiścieSkrętoległe. Asymilacyjne są okazałe, długoogonkowe, rozwijają się po kwitnieniu. Blaszki są w zarysie trójkątne, jajowate lub zaokrąglone, dłoniasto lub dłoniasto-pierzaście użyłkowane, są całobrzegie lub ząbkowane, czasem głębiej wcinane. Osiągają znaczne rozmiary – u podgatunku wielkolistnego lepiężnika japońskiego (P. japonicus subsp. giganteus) blaszka osiąga 1,5 m średnicy i osadzona jest na ogonku o długości do 2 m. Liście na łodygach kwiatonośnych są łuskowate, siedzące i obejmujące nasadą łodygę, niezielone lub słabo zieleniejące.
KwiatyZebrane w koszyczki, a te w groniaste lub wiechowate kwiatostany złożone. Okrywy osiągają od 6 do kilkunastu mm średnicy, są stożkowate i wydłużają się w czasie owocowania. Listki okrywy wyrastają w dwóch, rzadziej jednym lub trzech rzędach, zwykle jest ich 12–15, są prosto wzniesione, wąskie, na brzegu wąsko obłonione. Dno kwiatostanowe jest płaskie lub wypukłe i gładkie, bez plewinek. Na różnych okazach w koszyczkach rozwijają się albo głównie kwiaty męskie (wewnętrzne), albo żeńskie (zewnętrzne), przy czym czasem zdarzają się obupłciowe, lub w koszyczkach okazów żeńskich rozwijają się w środkowej części pojedyncze kwiaty męskie, czasem pełniące tylko funkcję miodnikową (w kwiatach żeńskich miodników brak). Korony są wąskie, niemal nitkowate, 5-łatkowe, białe, żółtawe, różowe do fioletowych. Szyjki słupków są maczugowate lub nitkowate, niepodzielone lub rozwidlone na szczycie.
OwocePodługowate niełupki kształtu walcowatego, wrzecionowatego lub pryzmatyczne, z 5 lub 10 żebrami, między nimi gładkie, rzadko owłosione. Puch kielichowy w postaci 60 do ponad 100 białych, gładkich lub pierzastych włosków.

## Systematyka
Pozycja systematyczna
Rodzaj z podplemienia Tussilagininae, plemienia Senecioneae, podrodziny Asteroideae z rodziny astrowatych Asteraceae.
Wykaz gatunków
- Petasites albiflorus Kuvaev
- Petasites albus (L.) Gaertn. – lepiężnik biały
- Petasites × alpestris Brügger
- Petasites anapetrovianus Kit Tan, Ziel., Vladimir. & Stevan.
- Petasites doerfleri Hayek
- Petasites fominii Bordz.
- Petasites formosanus Kitam.
- Petasites frigidus (L.) Fr.
- Petasites hybridus (L.) G.Gaertn., B.Mey. & Scherb. – lepiężnik różowy
- Petasites japonicus (Siebold & Zucc.) Maxim. – lepiężnik japoński
- Petasites kablikianus Bercht. – lepiężnik wyłysiały
- Petasites × lorenzianus Brügger
- Petasites paradoxus (Retz.) Baumg.
- Petasites pyrenaicus (Loefl.) G.López
- Petasites radiatus (J.F.Gmel.) Toman
- Petasites × rechingeri Hayek
- Petasites rubellus (J.F.Gmel.) Toman
- Petasites × sachalinensis Toman
- Petasites spurius Rchb.f. – lepiężnik kutnerowaty
- Petasites tatewakianus Kitam.
- Petasites tricholobus Franch.
- Petasites versipilus Hand.-Mazz.